# Lóbulo occipital

Localização do lóbulo occipital.

O lóbulo occipital é um lóbulo situado na zona mais atrasada do cérebro dos mamíferos, requisitado para processar as imagens. O lóbulo é-lhe chamado às zonas específicas que são distintas de cada hemisfério do cérebro. Nos lóbulos estão as áreas ou os centros nervosos que regule funções importantes tais como:
- A elaboração do pensamento e da emoção;
- A interpretação das imagens, o reconhecimento dos ruídos;
- Visão, reconhecimento do espaço, discriminação do movimento e cores.